# Esperança Bielsa
Esperança Bielsa (14 d'agost de 1971) és una sociòloga catalana.
Doctora en Sociologia per la Universitat de Glasgow, Ha treballat com a professora de sociologia a la Universitat de Leicester, i ha fet recerca a la University Warwick i a la Universitat de Glasgow. El 2010 va començar a treballar com a professora de sociologia a la Universitat Autònoma de Barcelona (UAB). Ha sigut investigadora ICREA.
La seva recerca es centra en la sociologia, la teoria crítica i els estudis de traducció. Investiga les dimensions socials i polítiques de la traducció i les implicacions teòriques i metodològiques d'aquesta recerca per la sociologia. Altres àmbits de recerca han estat el cosmopolitisme, la literatura i la cultura popular. Amb el seu article «Cosmopolitanism and Translation» (Cultural Sociology, 2014), que va publicar Routledge el 2016, va ser guanyadora del premi SAE de la innovació i l'excel·lència 2015 de l'Associació Britànica de Sociologia. També és autora de A Translational Sociology (Routledge, 2023) i The Latin American Urban Crónica (Lexington Books 2006), on explora la relació entre l'alta i la baixa cultura a Amèrica Llatina i les conseqüències dels processos actuals de globalització. El 2022 va editar The Routledge Handbook of Translation and Media i The Routledge Handbook of Translation and Globalization (amb D. Kapsaskis, 2021), de l’editorial Routledge on dirigeix la col·lecció Translation, Politics and Society.